# SM*SH
SM*SH o Siete hombres como Siete Héroes, (Bahasa indonesio, pronunciación: [smɛs] o pronunciación en Inglés: / smæʃ /), o bien, algunos han especulado como, Smash (Juego sexual de palabras), es una banda musical formada por siete jóvenes de Indonesia, ellos se formaron como grupo el 10 de abril de 2010. La banda está integrada por los siguientes miembros: Rafael, Rangga, Morgan, Bisma, Dicky, Reza, y Ilham. El género musical que ellos interpretan son el pop-dance. Su de SM*SH significa "Siete hombres como Siete Héroes". Como héroes que se denominan, significa inspirar a jóvenes en cosas positivas. La letra "A" se utilizó como un símbolo de estrella que se inspiró para el nombre de la banda SM*SH, que quiere decir también "Starsignal". Actualmente SM*SH, trabaja bajo el sello discográfico de la etiqueta "Ancora Music", desde a mediados de 2011.

## Integrantes
| Nombre verdadero        | Nombre artístico | Fecha de nacimiento                        |
| ----------------------- | ---------------- | ------------------------------------------ |
| Rafael Landry Tanubrata | Rafael           | Garut, 1986 de noviembre del 16            |
| Rangga Dewamoela        | Rangga           | Voorburg, Netherlands, 1988 de enero del 6 |
| Handi Morgan Winata     | Morgan           | Singkawang, 1990 de mayo del 25            |
| Bisma Karisma           | Bisma            | Bandung, 1990 de noviembre del 27          |
| Dicky Muhammad Prasetya | Dicky            | Bandung, 1993 de junio del 18              |
| Muhammad Reza Anugrah   | Reza             | Kendari, 1994 de marzo del 21              |
| Muhammad Ilham Fauzi    | Ilham            | Kendari, 1995 de agosto del 29             |

## Discografía
Álbum de estudio
- SM*SH (2011)

Singles
| Title                   | Año  | Posición en los chart | Posición en los chart | Posición en los chart | Posición en los chart | Posición en los chart | Posición en los chart | Posición en los chart | Posición en los chart | Posición en los chart | Posición en los chart | Álbum                     |
| Title                   | Año  | BA                    | BDG                   | BJ                    | DSY                   | HIM                   | IBX                   | JKT                   | SBY                   | MDN                   | MKS                   | Álbum                     |
| ----------------------- | ---- | --------------------- | --------------------- | --------------------- | --------------------- | --------------------- | --------------------- | --------------------- | --------------------- | --------------------- | --------------------- | ------------------------- |
| "I Heart You"           | 2010 | 1                     | 1                     | 1                     | 1                     | 1                     | 1                     | 1                     | 1                     | 1                     | 1                     | SM*SH                     |
| "Senyum Semangat"       | 2011 | 1                     | 3                     | 3                     | 1                     | 1                     | 1                     | 1                     | 1                     | 1                     | 1                     | SM*SH                     |
| "Aku Cinta Kau dan Dia" | 2011 | 1                     | 2                     | —                     | —                     | 1                     | —                     | 1                     | —                     | —                     | 16                    | Bebi Romeo Various Artist |
| "Ada Cinta"             | 2011 | 1                     | —                     | —                     | 10                    | 10                    | —                     | —                     | 1                     | 1                     | —                     | SM*SH                     |

## Premios y nominaciones
| Año  | Premios                            | Categoría                     | Obras nominadas | Resultado |
| ---- | ---------------------------------- | ----------------------------- | --------------- | --------- |
| 2011 | Dahsyatnya Awards 2011             | The Most Awesome Stage Action | SM*SH           | Nominado  |
| 2011 | Indonesia Kids' Choice Awards 2011 | Favorite Duo/Group/Band       | SM*SH           | Ganador   |
| 2011 | Indonesia Kids' Choice Awards 2011 | Slime Star                    | SM*SH           | Ganador   |
| 2011 | Inbox Awards 2011                  | Most Inbox Newcomer           | SM*SH           | Ganador   |
| 2011 | Inbox Awards 2011                  | Most Inbox Boyband            | SM*SH           | Ganador   |
| 2011 | Inbox Awards 2011                  | Most Inbox Performance        | SM*SH           | Ganador   |
| 2011 | Inbox Awards 2011                  | Most Inbox Song               | "I Heart You"   | Ganador   |
| 2011 | Indigo Digital Music Awards 2011   | Best Newcomer                 | SM*SH           | Ganador   |
| 2011 | Indigo Digital Music Awards 2011   | Best Duo/Group                | SM*SH           | Ganador   |
| 2011 | Indigo Digital Music Awards 2011   | Best Music Video              | "I Heart You"   | Nominado  |